# 余湾乡
余湾乡，是中华人民共和国甘肃省平凉市静宁县下辖的一个乡镇级行政单位。

## 行政区划
余湾乡下辖以下地区：
羊路村、胡同村、阴洼村、花咀村、苗岘村、张沟村、王坪村、韩马村和韩店村。